# Spirit in the Sky (KEiiNO-Lied)

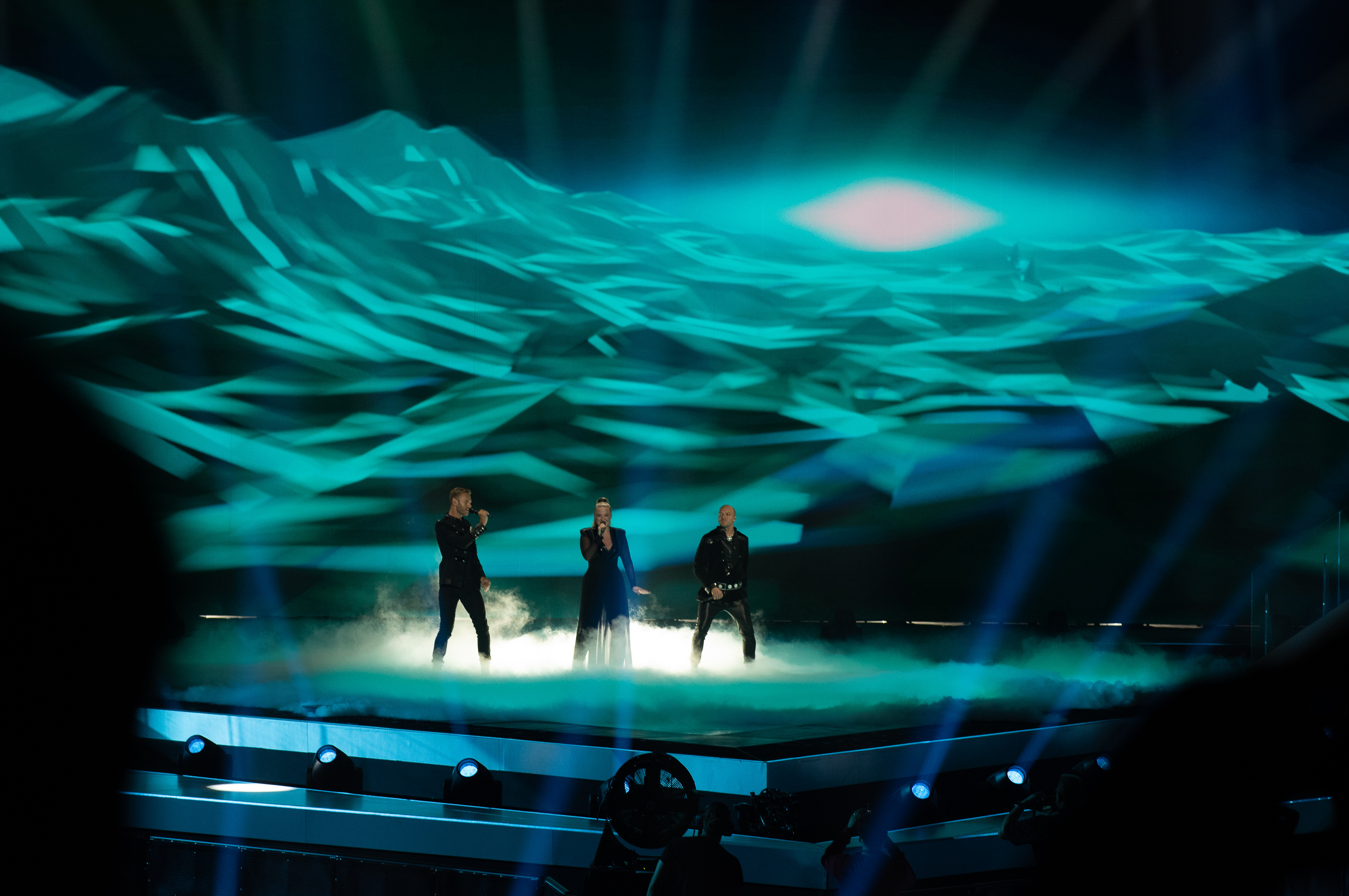
KEiiNO beim Eurovision Song Contest 2019

Spirit in the Sky ist ein Lied der norwegischen Band KEiiNO und der Wettbewerbsbeitrag des Landes zum Eurovision Song Contest 2019 in Tel Aviv in Israel. Das Lied konnte sich über das zweite Halbfinale am 16. Mai 2019 für das Finale am 18. Mai 2019 qualifizieren; dort erreichte es zunächst mit 338 Punkten den fünften Platz. Später wurde das Ergebnis auf 331 Punkte und den sechsten Platz korrigiert.

## Musik und Text
Es handelt sich um einen Uptempo-Dance-Pop-Song mit einigen Folk-Elementen. Er spricht textlich tanzende Polarlichter, tiefergehend aber Themen wie Gleichberechtigung unabhängig von Ethnizität, Geschlechtsidentität und Sexualität an. Die Liedzeile „Čajet dan čuovgga“ („Zeig mir das Licht“) ist in der nordsamischen Sprache verfasst. Das Lied enthält außerdem einen Teil mit Joik – einer samischen Gesangsart – der keinen Text hat. Erstmals seit 1980 war so wieder Joik beim Eurovision Song Contest zu hören.

## Hintergrund
Das Lied wurde von Tom Hugo Hermansen, Fred-René Buljo, Alexandra Rotan, Henrik Tala, Alexander N. Olsson, und Rüdiger Schramm geschrieben. Am 2. März 2019 war es das Siegerlied des Melodi Grand Prix 2019 im Oslo Spektrum. Das Musikvideo wurde am 4. April 2019 veröffentlicht. Norwegen wurde in das zweite Halbfinale am 16. Mai 2019 gelost und trat an Position 15 auf. Im Finale am 18. Mai wurde Spirit in the Sky ebenfalls als 15. von 26 Beiträgen vorgestellt und erreichte Platz fünf mit 338 Punkten. Mit 291 Punkten bekam es die meisten Punkte von allen Beiträgen vom Publikum; vom deutschen Publikum erhielt das Lied zwölf Punkte. Nach einer Überprüfung der belarussischen Jurypunkte wurde das Ergebnis auf 331 Punkte reduziert, wodurch Norwegen um einen Platz zurückfiel.

## Veröffentlichung und Rezeption
Am 25. Januar 2019 wurde das Lied der Öffentlichkeit vorgestellt. Bereits vor dem Wettbewerb erreichte er Platz drei der norwegischen Charts.

## Kommerzieller Erfolg
| ChartsChartplatzierungen     | Höchstplatzierung | Wochen |
| ---------------------------- | ----------------- | ------ |
| Norwegen (IFPI)              | 1 (22 Wo.)        | 22     |
| Österreich (Ö3)              | 61 (1 Wo.)        | 1      |
| Schweiz (IFPI)               | 7 (2 Wo.)         | 2      |
| Vereinigtes Königreich (OCC) | 61 (1 Wo.)        | 1      |